# Sinarachna pallipes
Sinarachna pallipes là một loài tò vò trong họ Ichneumonidae.